# Couvent des Bernardines de Saint-Jean-de-Maurienne
Le couvent des Bernardines de Saint-Jean-de-Maurienne  est un monastère de cisterciennes réformées établi à Saint-Jean-de-Maurienne dans le département de la Savoie en vallée de la Maurienne.

## Localisation
Construit de 1647 à 1651, le couvent est transformé successivement en école en 1796 puis en collège en 1804 : le collège Saint-Joseph toujours en activité au XXIe siècle, 137 rue du Collège.

## Histoire
Dès 1616, François de Sales envisage d'établir les cisterciennes du Betton dans les murs de Saint-Jean-de-Maurienne ou de Montmélian. Saint-Jean-de-Maurienne est donc la seconde fille des bernardines réformées de Rumilly qui y arrivent dès 1626 à la demande Mgr Charles Bobba, évêque du diocèse, soit la même année qu'à Grenoble. Avec Louise de Ballon à leur tête, elles entreprennent immédiatement la construction de leur couvent qui prend le nom de Maison saint Charles de l'ordre réformé de saint Bernard. En 1634 elles régularisent l'achat de cette propriété rue Bonrieu et deux ans plus tard celui d'un autre emplacement mitoyen destiné à la chapelle dont les travaux commencés en 1647 s'achèvent en 1651. Le mur de clôture et la grange ne datent que de 1678.
Les religieuses sont au nombre de 42 en 1642 lors du passage du vicaire général mais les effectifs constants sont de 25 à 30. Elles vivent du fruit de leurs biens, du pensionnat et des dots des entrantes. Le 27 juillet 1685, le Sénat de Savoie, voulant contrôler les moyens des congrégations, limite celles-ci à 5 000 florins . Le remplacement de leurs supérieures est triennal et la communauté « vit de manière exemplaire à l'abri de son cloître dans l’obéissance à l'Ordinaire » selon le rapport du vicaire général de 1641. Cent ans plus tard son successeur aboutit au même constat. Elles bénéficient d'une bonne implantation locale largement attachée au service éducatif qu'elles rendent auprès des jeunes filles des notables. Cette renommée leur permet de s'associer aux franciscains pour contrer l’arrivée concurrente de religieuses de l'ordre de l'Annonciation de la Vierge Marie venues de Lyon à l'initiative de la duchesse de Savoie, Christine de France et du nouvel évêque de Maurienne, Mgr Berzet. Les deux procès qui s’ensuivent auprès du Sénat tournent à leur avantage. 
Les bernardines ne quittent le monastère qu'en 1793 pour se réfugier à Turin dans un autre établissement de l'Ordre, y emportant ce qu'elles ont de plus précieux. Le couvent sert d'abord de caserne pour abriter les détachements de passage puis l'école secondaire communale de la ville s'y installe dès 1796 ; une autre partie du couvent accueille ensuite un petit séminaire  puis le collège Saint-Joseph. Après le concordat de 1801 la chapelle devient une des deux églises de Saint-Jean séparé en une paroisse nord et une paroisse sud. Après la restauration sarde et une tentative de retour des bernardines en 1824, le collège est reconnu collège royal. En 1860, lors de l'annexion de la Savoie, il est racheté par une société immobilière pour y maintenir jusqu'au XXIe siècle l'établissement d'enseignement sous le statut d'école secondaire libre.

## Architecture et description
Le collège Saint-Joseph qui a conservé la chapelle baroque de l'ancien couvent des Bernardines est un exemple de l'architecture cistercienne du XVIIe siècle. Sauf quelques remaniements du XIXe siècle les bâtiments actuels sont ceux du temps des Bernardines. Les caves en particulier sont intactes avec piliers et voûtes en arêtes et la chapelle, un des plus beaux fleurons de l'art religieux à Saint-Jean, est un exemple d'art baroque.

## Filiation et dépendances
Sain-Jean-de-Maurienne est fille du couvent des bernardines de Rumilly. Il en ressort de l’inventaire des biens du monastère qu’il possédait un capital de près de 90.000 francs, placés dans presque toutes les communes de la Maurienne. Cette somme ne constituait pas une grosse fortune pour une communauté de cette importance qui n'aurait pas pu se suffire sans les ressources issues du pensionnat.

## Liste des abbesses
- Jeanne Thérèse Varot (1618)